# Eriochilus cucullatus
Eriochilus cucullatus är en orkidéart som först beskrevs av Jacques-Julien Houtou de La Billardière, och fick sitt nu gällande namn av Heinrich Gustav Reichenbach. Eriochilus cucullatus ingår i släktet Eriochilus och familjen orkidéer. Inga underarter finns listade i Catalogue of Life.